# Сорболо
Сорболо (итал. Sorbolo) —  коммуна в Италии, располагается в регионе Эмилия-Романья, подчиняется административному центру Парма.
Население составляет 9211 человек (на 2004 г.), плотность населения составляет 222 чел./км². Занимает площадь 39 км². Почтовый индекс — 43058. Телефонный код — 0521.
Покровителями коммуны почитаются святые мученики Фаустин и Иовита, празднование 15 февраля.

## Города-побратимы
- Вирья (Франция, с 2000)